# Кондырево (Ярославская область)
Кондырево — деревня в Михайловском сельском округе Волжского сельского поселения Рыбинского района Ярославской области.
Небольшая деревня расположена на удалении около 1 км от левого берега реки Черёмуха. Деревня стоит к западу от автомобильной дороги, идущей по правому берегу Черёмухи из Рыбинска через центр сельского округа Михайловское к Сельцо-Воскресенское. Деревня стоит на правом берегу небольшого безымянного левого притока Черёмухи, к юго-западу, практически на окраине села Сретенье, которое является неформальным центром в данной округе (в нём, в частности почтовое отделение и единственная в округе средняя школа). Непосредственно вблизи Кондырево на левом берегу ручья находится деревня Куретниково, а выше по течению ручья, на котором они стоят, ранее находилась деревня Дьяково. Вокруг этих деревень расположены небольшие сельскохозяйственные угодья, далее от Черёмухи в западном направлении начинается лес шириной около 5 км, за которым начинаются поля и деревни Покровского сельского поселения, ближайшие из них Голубино, Коржавино и Пчелье стоят в окружении леса на удалении 3 км. К северо-западу от Кондырево часть этого леса занята Парашкиным болотом.
Центр сельской администрации — село Михайловское расположено по дороге в сторону Рыбинска на удалении около 9 км, центр сельского поселения посёлок Ермаково существенно удалён — стоит на дороге Рыбинск — Ярославль и регулярный транспортный доступ к нему через Рыбинск. На 1 января 2007 года в деревне числилось 3 постоянных жителя. Почтовое отделение, расположенное ва селе Сретенье, обслуживает в деревне 4 дома.